# Ibne Albana de Marraquexe
Ibne Albana de Marraquexe, também conhecido como Abu Alabás Amade ibne Maomé ibne Otomão Alazedi (29 de dezembro de 1256 – 31 de julho de 1321), foi um matemático, astrônomo, erudito islâmico, sufi e astrólogo de origem árabe.

## Biografia
Ibne Albana (literalmente "o filho do arquiteto") nasceu em Marraquexe no ano de 1256; seu sobrenome Almarracuxi (al‐Marrākushī) deriva da cidade homônima. Tendo aprendido matemática básica e habilidades em geometria, ele traduziu Elementos de Euclides para a língua árabe.

## Obras
Ibne Albana escreveu entre 51 e 74 tratados, abrangendo variados tópicos, como álgebra, astronomia, linguística, retórica e lógica. Um de seus trabalhos, chamado Talkhīṣ ʿamal al-ḥisāb (em árabe: تلخيص أعمال الحساب) (Sumário de operações aritméticas), inclui tópicos como frações e soma de quadrados e cubos. Outro, chamado Tanbīh al-Albāb, cobre tópicos relacionados a:
- cálculos sobre o gotejamento em canais de irrigação;
- explicação aritmética das leis de herança muçulmanas;
- determinação da hora da oração Asr;
- explicação de fraudes ligadas a instrumentos de medição;
- enumeração de orações islâmicas atrasadas;
- cálculo do imposto legal em caso de atraso no pagamento.

Ele também escreveu Rafʿ al-Ḥijāb (Levantando o Véu), que abordou tópicos como cálculo de raízes quadradas de um número e teoria de frações contínuas.

## Sítios externos
- The Filāḥa Texts Project: Ibn al-Bannā’